# Раймонд Лулий
Раймонд Лулий (на каталонски: Ramon Llull, rəˈmoɲ ˈʎuʎ, 1232 – 1315) е каталонски философ, теолог и писател (на каталонски името му се произнася Рамòн Люль, на български е прието звученето, произлизащо от латинизирания вариант Raimundus Lullius).
Смятал е, че чисто логическа аргументация може да потвърди християнското учение. За да постигне тази цел, с което да убеди и друговерците, Лулий разработва своето „велико изкуство“ (Ars magna), което представлява комбинаторно разглеждане на общи термини и тълкуването им в изречения. Своя подход Лулий излага, използвайки множество графични представяния – кръгове, таблици, дървета и пр.
Обстоятелствата около смъртта на Лулий не са изяснени напълно, като се предполага, че е починал на път към родното си място, връщайки се от Тунис. Допуска се, че отпътуването му е било свързано с някакъв инцидент. След смъртта му се разпространява легендата, че е бил екзекутиран чрез лапидация през 1315 г. В по-късни времена и векове наред под името на Раймонд Лулий се разпространяват множество алхимически трактати, които мнозинството съвременни изследователи счита за неавтентични.
Като мисионер и проповедник Лулий отделя особено внимание на езика, който използва. Така, и допълнително от философската му нагласа, той става една от значимите фигури в развитието на испаноезичната литература.

## Основни творби
- Compendium logicae Algazelis
- Llibre de contemplació en Déu (1276)
- Ars demostrativa (Монпелие, 1274?)
- Llibre de oracions e contemplació del entenimient' (1275)
- Libro del Orden de Caballería (Майорка, 1281)
- Art de contemplació (1287)
- Les cents noms de Déu (1289)
- Libro de los mil proverbios
- Félix o Libro de las maravillas
- Árbol de la filosofía desiderativa (1290)
- Blanquerna
- Ars magna et ultima
- Lo Desconhort (поезия, Рим, 1295)
- El árbol de la ciencia (Рим, 1296)
- Arbre de filosofia d'amor (1298)
- Cant de Ramon (поезия, Париж, 1299)
- Libro del ascenso y descenso del entendimiento (Монпелие, 1304)
- Liber de fine (Монпелие, 1305)
- Liber de reprobationis aliquorum errorum Averrois (Париж, 1310)
- Vida coetània (автобиография, Париж, 1311)
- Liber de Deo et de mundo (Тунис, 1315)
- Liber de maiore fine intellectus amoris et honoris (Тунис, 1315)